# ژان-نوئل آمونومه
ژان-نوئل آمونومه (فرانسوی: Jean-Noël Amonome‎؛ زادهٔ ۲۴ دسامبر ۱۹۹۷) بازیکن فوتبال اهل گابن است.
وی همچنین در تیم ملی فوتبال گابن بازی کرده است.